# Rolf Schmidt (Segler)
Rolf Schmidt (* 31. Oktober 1963 in Berlin) ist ein deutscher Segler.

## Leben
Schmidt gewann 1984 als Vorschoter die Deutsche Meisterschaft der 420-er Klasse auf dem Dümmer See. Zwei Jahre später gewann er vor Hourtin die französische Meisterschaft. Im Jahr 1987 wurde er auf dem Berliner Wannsee erneut Deutscher Meister. Außerdem wurde er im selben Jahr auf dem ungarischen Plattensee Vizeeuropameister. Bei Medemblik gewann er 1990 erstmals die Weltmeisterschaft, ein Jahr später bei Brisbane zum zweiten Mal. In den Jahren 1991, 1992 und 1993 gewann er zudem auf der Alster in Hamburg die Meisterschaft der Meister.
Bei den Olympischen Spielen 1992 in Barcelona erreichte er den achten Platz. In den Jahren 1991, 1992, 1993 und 1995 wurde er zudem, jeweils wieder in verschiedenen Bootsklassen, Deutscher Meister.
Im Jahr 1991 wurde er mit dem Silbernen Lorbeerblatt – der höchsten Auszeichnung im deutschen Sport – dekoriert.